# イデオネラ・サカイエンシス
イデオネラ・サカイエンシス（学名:Ideonella sakaiensis）は、ペットボトルの原料ポリエチレンテレフタラート（PET）を分解して栄養源にしている真正細菌の一種である。
大阪府堺市のリサイクル工場で採取された試料から発見された新種の細菌で、Ideonella sakaiensis 201-F6株と名付けられた。PET分解酵素のPETase（ピーイーティーエース）と、テレフタル酸とエチレングリコールに分解するMHETase(エム・エイチ・イー・ティー・エース)を持ち、小さく刻んだ厚さ0.2ミリメートルのPET片を6週間で二酸化炭素と水に変える。京都工芸繊維大学の小田耕平が2005年に分離に成功し、2016年に発見地の地名（堺市）にちなんで命名した。PETは生分解性プラスチックには含まれず、ペットボトルはマイクロプラスチックによる海洋汚染の発生源となっている。PETを分解できる微生物は、分解対象が多い場所（ペットボトルのリサイクル工場）にいるはずと小田が推測して探したことが奏功して発見に至った。PETase(ピーイーティーエース)やMHETase(エムエイチイーティエース)の構造やイデオネラ・サカイエンシスによる分解の効率を高める条件についての研究も進んでいる
PETを発酵原料にIdeonella sakaiensisが体内で生分解性プラスチック(polyhydroxyalkanoate(ポリヒドロキシアルカン酸) PHAの一種 polyhydroxybutyrate(ポリヒドロキシ酪酸): PHB)を生産していることが発見された。これにより、微生物によるPETリサイクルの可能性が示された。